# Borosoaia
Borosoaia – wieś w Rumunii, w okręgu Jassy, w gminie Plugari. W 2011 roku liczyła 1693 mieszkańców.